# Bataille de Köse Dağ
Invasions mongoles en Anatolie
La bataille de Köse Dağ s’est déroulée entre le sultanat seldjoukide de Roum et l’Empire mongol le 26 juin 1243. Elle se termine par la victoire des armées mongoles.

## Contexte
En 1242, le noyan Baïdju est nommé pour remplacer Tchormaghan frappé de mutisme (sans doute de paralysie) comme gouverneur de la Perse au service de l’empereur mongol Ögödei.
Baïdju se met immédiatement en mouvement vers le sultanat seldjoukide de Roum sur lequel règne le sultan Kay Khusraw II et qui semble à son apogée. Baïdju, après avoir pris et pillé Erzeroum (1242), rencontre les armées seldjoukides.

## Bataille
Kay Khusraw a réuni une armée de 80 000 hommes commandée par Ertuğrul, qui rassemble des troupes seldjoukides, un détachement envoyé par l’empereur Manuel Ier de Trébizonde, quelques nobles venant de la province de Samtskhe en Géorgie et quelques mercenaires Francs. La majorité des Géorgiens sont du côté mongol, la reine Rousoudan Ire ayant dû se déclarer vassale des Mongols en 1242. L’armée mongole semble plus faible, ne comptant que 30 000 hommes mais remporte une victoire décisive sur les Seldjoukides et leurs alliés.

## Conséquences

Carte des beylicats d’Anatolie vers 1330

Après cette bataille, Kay Khusraw II recherche l’aide de son ennemi l’empereur de Nicée Jean Vatatzès avec lequel il signe un traité d’alliance. Baïdju occupe ensuite Sivas qui se rend à temps et est seulement pillée. Les villes de Tokat et de Kayseri qui tentent de résister sont dévastées. Cette campagne étend l’empire mongol jusqu’aux portes de l’empire de Nicée. L’empereur de Trébizonde préfère se déclarer vassal des Mongols et leur payer un tribut. Kay Khusraw est alors contraint d’en faire autant. Le roi de Petite-Arménie Héthoum Ier d'Arménie se soumet lui aussi à l’Ilkhanat, assurant ainsi la sécurité des Arméniens vivant hors de Cilicie. Cette politique est poursuivie par ses successeurs ce qui protègera la Cilicie aussi bien des Seldjoukides que des Mamelouks.
Le sultanat de Roum va se décomposer et laisser progressivement la place à une série de petits États autonomes : les beylicats qui vont à leur tour être absorbés et fédérés par le plus puissant d'entre eux le sultanat ottoman.